# Duke Carlos
Duke Carlos (デューク・カルロス Duke Carlos, sinh ngày 28 tháng 2 năm 2000) là cầu thủ bóng đá người Nhật Bản thi đấu ở vị trí tiền vệ cho câu lạc bộ Fagiano Okayama tại J2 League.

## Sự nghiệp thi đấu
Duke sinh ngày 28 tháng 2 năm 2000 tại Tokyo. Anh gia nhập câu lạc bộ tại J2 League Fagiano Okayama từ đội trẻ Kawasaki Frontale năm 2018. Ngày 6 tháng 6, anh có trận đấu ra mắt cho Fagiano Okayama trước FC Machida Zelvia ở Cúp Hoàng đế.